# L'île mystérieuse
A Ilha Misteriosa (no original em francês, L'île mystérieuse) é o título de um livro do escritor Júlio Verne, publicado em 1874.
Conta as aventuras de um grupo de abolicionistas estadunidense que, após uma fuga num balão, encontram uma ilha desconhecida. Por vezes, o nome Ilha Misteriosa é usado simplesmente como referência à ilha Lincoln, ilha fictícia no oceano Pacífico (34° 57' S 150° 30' O), onde a história se desenrola.

## Enredo
A história começa durante a época da Guerra Civil americana, quando cinco prisioneiros de guerra que estavam em Richmond decidem fugir em um balão. O grupo de fugitivos é formado por Cyrus Smith, um engenheiro ferroviário e oficial do exército da "União", Nab (diminutivo de Nabucodonosor), corajoso e fiel servo afro-americano de Smith; o marinheiro Pencroft, seu filho Harbert Brown, o jornalista Gideon Spilett, repórter do New York Herald e Top, o cão de Cyrus.
Após voarem durante vários dias debaixo de uma tempestade, eles caem sobre uma ilha vulcânica não cartografada e aparentemente desabitada. A ilha Lincoln, batizada assim em homenagem a Abraham Lincoln, era dividida em dois lados, um dos quais era árido, demonstrando erupção antiga do vulcão. Com os conhecimentos e habilidades do engenheiro Smith, os cinco conseguem sobreviver na ilha.
Durante o período  que ficaram na ilha, eles adotam e domesticam um orangotango, chamado Jup e acabam percebendo uma influência misteriosa na ilha, que os ajudou em diversas situações: a sobrevivência de Cyrus Smith após a queda do balão, o resgate de Top do ataque de um dugongo selvagem, a descoberta de uma caixa com armas e ferramentas e assim por diante.
Eles encontraram no mar uma garrafa com um pedido de socorro, então, decidem usar o barco que construíram para explorar outra ilha, chamada de ilha Tabor, onde eles acham que há um náufrago. Quando lá chegam, encontram Ayrton, que vivia como um animal selvagem e tentam ajudá-lo. No caminho de volta, eles enfrentam uma tempestade, mas encontram o caminho de volta graças a uma fogueira na ilha, que ninguém lembra de ter acendido.
Depois de algum tempo, chegam alguns piratas à Ilha Lincoln, que são parte da tripulação de piratas da qual Ayrton fazia parte. O navio pirata é destruído inexplicavelmente e os piratas são encontrados mortos, mas sem ferimentos aparentes.
Finalmente, o segredo da ilha é revelado. A ilha é o esconderijo do submarino Nautilus e do Capitão Nemo, onde Júlio Verne escreveu suas aventuras no livro Vinte Mil Léguas Submarinas. Fora Nemo quem salvara os náufragos, fornecera a caixa de armas, enviando a mensagem sobre Ayrton, destruíndo o navio pirata e matando os piratas. Pouco depois de ser encontrado pelos náufragos, Nemo morre de velhice.
Já no fim do livro, a ilha explode numa erupção vulcânica. Como eles haviam sido alertados pelo Capitão Nemo antes de morrer, os náufragos sobrevivem no pedaço da ilha que fica acima do nível do mar. A história termina com eles sendo salvos pelo navio "Duncan", que tinha vindo resgatar Ayrton.

## Personagens
- Cyrus Smith: líder do grupo de fugitivos, engenheiro ferroviário e oficial do exército da "União".
- Gideon Spillet: jornalista do New York Herald.
- Harbert Brown: filho de Pencroft.
- Top: cachorro de Cyrus Smith.
- Nabucodonosor (Nab): Filho de ex-escravos e servo fiel de Cyrus.
- Pencroft: Marinheiro.